# Еведо
Еведо (д/н — бл. 1274) — 4-й оба (володар) міста-держави Убіні в 1260—1274 роках.

## Життєпис
Син бенінського оби Генмігена. Після його смерті 1260 року обирається новим обою. З самого початку поставив за мету звільнитися від впливу ради знаті (узама н'іхінрон). Для цього негайно після церемонії сходження на трон переніс резиденцію оби в іншу частину міста Едо. В подальшій військовій боротьбі з вождя та узама н'іхінрон Еведо досяг перемоги, зосередивши в своїх руках повноту влади. На знак цього церемоніальний меч-ада тепер несли лише перед оба, а усі вожді в присутності оби тепер повинні стояти, а не сидіти як раніше.
Скориставшись цією боротьбою огіамвен (верховний жрець) за підтримки народу ефа спробував відновити на троні представника Першої династії. Втім Еведо здобув й над ними перемогу.
В результаті абсолютна влада перейшла до оби. Еведо позбавив право узама н'іхінрон обирати нового правителя, очільник ради знаті — оліха — отримав лише церемоніальну функцію — коронацію нового оби. Також право надавати існуючи титули та створювати нові перейшли від ради знаті до власне оби. Так, Еведо створив титули їаси (голови ради оби та охоронець спадкоємця трону) огіефа (правителя ефа), увангує (на кшталт камергера), езекурхе (придворного хроніста), осодіни (голови гарему).
Для затвердження нового статусу оби перейменував державу з Іле-Ібіну на Убіні. Активно займався створенням законів, спрямованим на зміцнення влади оби, впровадженням системи опадаткування (збільшено податок на утримання оби), визначення статусу усіх верств населення держави. З усної традиції відомо, що першим звів кам'яну в'язницю. Також впровадив багато нових культів божеств, їх свят та урочистостей.
Сприяв розвитку господарства, насамперед землеробства і торгівлі. Так в столиці — Убіні — було споруджено 2 ринки, найбільший з яких розташовувався біля палацу оби. Керували їм спеціально призначені вожді.
Проводив активну зовнішню політику, розширивши кордони своєї держави. Значним був загарбницький похід в район Іка-Ібо на західному березі річки Нігер. Помер Еведо близько 1274 року. Йому спадкував молодший син Огуола.